# Hoa hậu Thế giới 1977

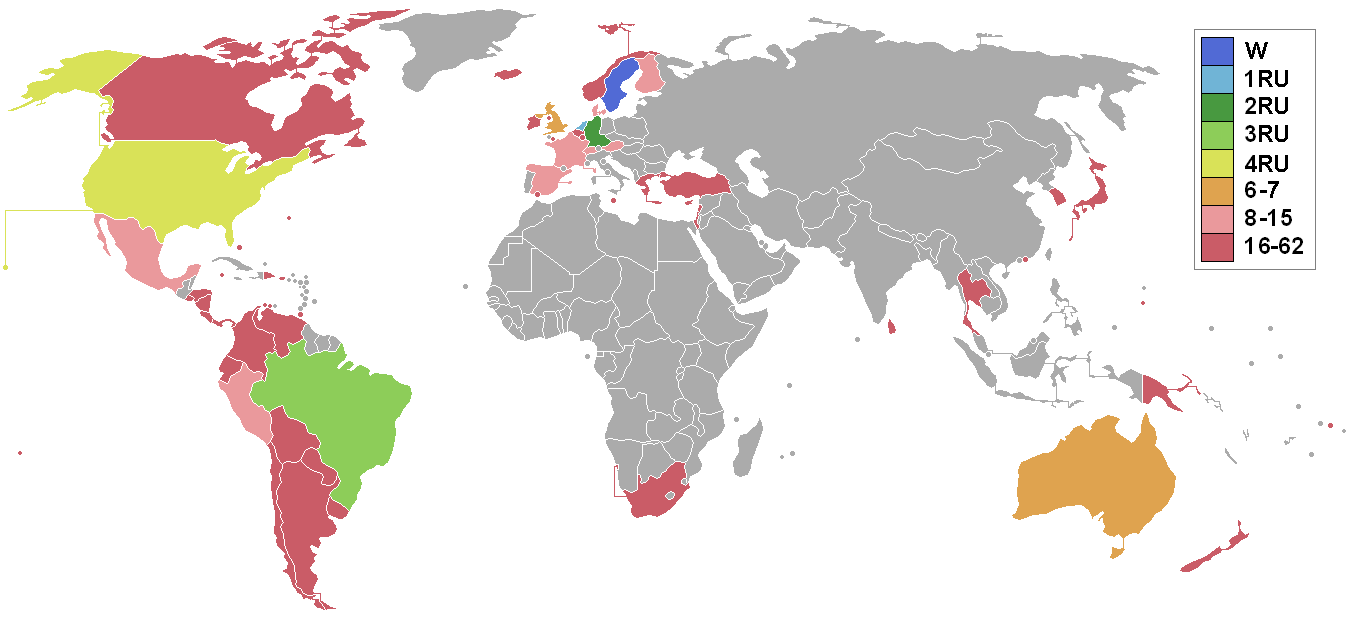
Các quốc gia và vùng lãnh thổ tham dự cuộc thi và kết quả

Hoa hậu Thế giới 1977 là cuộc thi Hoa hậu Thế giới lần thứ 27 được tổ chức tại Royal Albert Hall, Luân Đôn, Vương quốc Anh. Người chiến thắng là Mary Ann Catrin Stävin từ Thụy Điển.

## Kết quả

### Thứ hạng
| Kết quả               | Thí sinh |
| --------------------- | --- |
| Hoa hậu Thế giới 1977 | - Thụy Điển – Mary Stävin |
| Á hậu 1               | - Hà Lan – Ineke Berends |
| Á hậu 2               | - Đức – Dagmar Winkler |
| Á hậu 3               | - Brazil – Madalena Sbaraini |
| Á hậu 4               | - Hoa Kỳ – Cindy Darlene Miller |
| Top 7                 | - Úc – Jaye-Leanne Hopewell - Vương quốc Anh – Madeleine Karen Stringer |
| Top 15                | - Áo – Eva-Maria Duringer - Đan Mạch – Annette Dybdal Simonsen - Phần Lan – Asta Seppälä - Pháp – Véronique Fagot - Mexico – Elizabeth Aguilar González - Peru – María Isabel Frías Zavala - Tây Ban Nha – Guillermina Ruiz Doménech - Thụy Sĩ – Danielle Patricia Haberli |

## Giải thưởng đặc biệt
| Giải thưởng     | Thí sinh                              |
| --------------- | ------------------------------------- |
| Hoa hậu Cá tính | - Paraguay - Maria Elizabeth Giardina |
| Hoa hậu Ảnh     | - Đức - Dagmar Gabriele Winkler       |

## Thí sinh
| - Argentina - Susana Beatriz Stéfano - Aruba - Helene Marie Croes - Úc - Jaye-Leanna Hopewell - Áo - Eva Maria Duringer - Bahamas - Laurie Lee Joseph - Bỉ - Claudine Marie Vasseur - Bermuda - Connie Marie Firth - Bolivia - Elizabeth Yanone Morón - Brazil - Madalena Sbaraini - Canada - Marianne McKeen - Quần đảo Cayman - Patricia Jane Jackson-Patiño - Chile - Annie Marie Garling - Colombia - Maria Clara O'Byrne Aycardi - Costa Rica - Carmen Maria Nuñez Benavides - Curaçao - Xiomara Maria Winklaar - Síp - Georgia Georgiou - Đan Mạch - Annette Dybdal Simonsen - Cộng hòa Dominica - Jacqueline Patricia Hernandez - Ecuador - Lucia del Carmen Hernandez Quiñones - El Salvador - Magaly Varela Rivera - Phần Lan - Asta Seppäla - Pháp - Véronique Fagot - Đức - Dagmar Gabriele Winkler - Gibraltar - Lourdes Holmes - Hy Lạp - Lina Ioannou - Guam - Diane Haun - Hà Lan - Ineke Berends - Honduras - Maria Marlene Villela - Hồng Kông - Lữ Thụy Dung - Iceland - Sigurlaug (Dilly) Halldórsdóttir - Ireland - Lorraine Bernadette Enriquez | - Đảo Man - Helen Jean Shimmin - Israel - Ya'el Hovav - Nhật Bản - Chizuro Shigamura - Jersey - Blodwen Pritchard - Hàn Quốc - Kim Soon-ae - Liban - Vera Alouane - Luxembourg - Jeannette Henriette (Jenny) Colling - Malta - Pauline Lewise Farrugia - México - Elizabeth Aguilar González - New Zealand - Michelle Jean Hyde - Nicaragua - Beatriz Obregón Lacayo - Na Uy - Åshild Jenny Ottesen - Panama - Anabelle Vallarino - Papua New Guinea - Sayah Karukuru - Paraguay - Maria Elizabeth Giardina - Perú - Maria Isabel Frias Zavala - Puerto Rico - Didriana (Dee Dee) del Rio - Samoa - Ana Decima Schmidt - Nam Phi - Vanessa Wannenberg - Tây Ban Nha - Guillermina Ruiz Domenech - Sri Lanka - Sharmini Senaratna - Thụy Điển - Mary Ann Catrin Stävin - Thụy Sĩ - Danielle Patricia Haberli - Tahiti - Therese Amo - Thái Lan - Siriporn Savanglum - Trinidad và Tobago - Marlene Villafaña - Thổ Nhĩ Kỳ - Kamer Bulutote - Vương quốc Anh - Madeleine Karen Stringer - Hoa Kỳ - Cindy Darlene Miller - Uruguay - Adriana María Umpierre Escudero - Venezuela - Jackeline van den Branden Oquendo |

## Một số quốc gia bỏ cuộc vì chống lại thí sinh da trắng từ Nam Phi
| - Ấn Độ - Veena Prakash - Indonesia - Siti Mirza Nuria Arifin - Jamaica - Sandra Kong - Liban - Welma Albertine Wani Campbell - Malaysia - Christine Mary Lim Lim Boey | - Mauritius - Maria Ingrid Desmarais - Philippines - Ana Melissa (Peachy) Ofilada Veneracion - Singapore - Veronica Lourdes - Swaziland - Zanella Tutu Tshabalala - Nam Tư - Svetlana Višnjić |

## Chú ý

### Lần đầu tham gia
- Quần đảo Cayman
- Đảo Man
- Papua New Guinea
- Samoa

### Trở lại
- Lần cuối tham gia vào năm 1971:
  -  Panama
- Lần cuối tham gia vào năm 1975:
  -  Bolivia
  -  Nicaragua
  -  Sri Lanka

### Bỏ cuộc
- Ý – Anna Maria Kanakis bị loại khỏi cuộc thi vì ban tổ chức phát hiện cô chưa đủ tuổi.
- Nam Phi –  Cuộc thi địa phương đổi tên thành Hoa hậu Nam Phi Da đen và rút lui.

### Thay thế
- Malta – Janice Galea cũng gặp vấn đề tương tự về yêu cầu độ tuổi, bởi tuổi của cô gần giống đại diện Ý trước cuộc thi. Vào phút cuối, cô được thay thế bởi người kế nhiệm và là Á hậu 1, Pauline Lewise Farrugia.